# Hogueras de pasión
Hogueras de pasión  es una telenovela producida y transmitida por la cadena Venevisión en el año 1966, protagonizada por Amelia Román y Jorge Félix. Se emitía los lunes, miércoles y viernes a las 10pm con una duración de treinta minutos.

## Reparto
- Amelia Román
- Jorge Félix
- América Alonso
- Martín Lantigua
- Marina Baura[2]